# 王文波 (1917年)
王文波（1917年—1965年），原名王佑波，男，江西铅山人，中华人民共和国政治人物，曾任中共南平地委书记，福建省林业厅副厅长，第三届全国人大代表。